# Margit Gergårdh
Margit Emilia Gergårdh, ursprungligen Håkansson, född 1 november 1904 i Malmö, död 10 oktober 1988 i Kristinehamn, Värmlands län, var en svensk lärare och låtskrivare under namnet Mart Gergårdh. 
Hon var dotter till telegrafkommissarie Fredrik Håkansson och hans hustru Hildur, född Borgqust. Hon tog studentexamen som privatist i Göteborg 1924 och skrevs in som student vid Lunds universitet samma år. Hon avlade där fil.kand.-examen 1927 och var därefter kanslibiträde på telegrafstationen i Kristinehamn. Margit Gergårdh blev elev vid Högre lärarinneseminariet i Stockholm höstterminen 1931. Hon förblev ogift och tog namnet Gergårdh. Hon skrev barnvisor under pseudonymen Mart Gergårdh.
Margit Gergårdh arbetade som lärarinna i Transtrands skola där eleverna sporrades till fina framträdanden i olika sammanhang. 
Hon komponerade också sånger som publicerades i skolsångböckerna, däribland den senare omstridda barnvisan Familjen Krokodil. 
Tillsammans med föräldrarna är Margit Gergårdh begravd på Kristinehamns gamla kyrkogård.

## Visor i urval
- Familjen Krokodil
- Snick snack snäcka
- Vårnatt

## Inspelningar av hennes visor i urval
- Familjen Krokodil, insjungen av Nadja Hjärne-Ohrberg med Stig Holms ensemble på 78-varvare (HMV, 1945)
- Familjen Krokodil, insjungen av Kerstin Aulén på LP:n Nu ska vi sjunga (Date, 1974)
- Familjen Krokodil, insjungen av Skalärmusiken på LP:n Memories of E (Skalär, 1986)
- Snick snack snäcka, av M Gergårdh och N Wiberg, insjungen av Agneta Olsson på kassetten Djurvisor, (Lundblad-Eklund musikprod, 1982)
- Snick snack snäcka, av M Gergårdh och N Wiberg, insjungen av James Hollingworth på CD:n Nu ska vi sjunga II, (Sony, 1995)
- Vårnatt, insjungen av Sven-Olof Sandberg på 78-varvare (Odeon, 1930)

### Fotnoter
1. ↑  Sveriges Dödbok 1901–2009, CD-ROM, Version 5.00, Sveriges Släktforskarförbund (2010).
2. ↑  Begravda i Sverige, CD-Rom, Sveriges Släktforskarförbund.

### Övriga källor
- Transtrands skola, Torleif Styffe, NWT 17 april 2004.